# Impatiens majumdarii
Impatiens majumdarii är en balsaminväxtart som beskrevs av L.K. Ghara och C. Ghora. Impatiens majumdarii ingår i släktet balsaminer, och familjen balsaminväxter. Inga underarter finns listade i Catalogue of Life.